# Wereldbladroller
De wereldbladroller (Crocidosema plebejana) is een vlinder uit de familie Tortricidae, de bladrollers. De spanwijdte van de vlinder bedraagt tussen de 12 en 16 millimeter. De vlinder kent een wereldwijde verspreiding.

## Waardplanten
De wereldbladroller heeft heemst en kaasjeskruid en ook andere soorten uit de kaasjeskruidfamilieals waardplanten. De rups wordt echter ook wel aangetroffen op andere planten, en kan zich als plaaginsect ontwikkelen op katoen.

## Voorkomen in Nederland en België
De wereldbladroller is in Nederland en in België een zeer zeldzame soort. In Nederland zijn twee waarnemingen bekend uit de jaren 1980 in Melissant. De soort vliegt van juli tot oktober.